# Grijze vossen
De grijze vossen (Urocyon) zijn een geslacht van Amerikaanse hondachtigen (Canidae).

## Beschrijving
Er wordt algemeen aangenomen dat de eilandvos zich in het Weichselien (de laatste ijstijd) uit de grijze vos ontwikkeld heeft. De eilandvos is tegenwoordig duidelijk kleiner dan de grijze vos. Dit is het gevolg van natuurlijke selectie: omdat op de Kanaaleilanden een beperkte hoeveelheid voedsel beschikbaar is, hebben dieren met een kleine lichaamsgrootte een grotere kans om te overleven. Op elk van de zes eilanden waar de eilandvos voorkomt heeft zich inmiddels een endemische ondersoort ontwikkelt. De soort als geheel wordt met uitsterven bedreigd.
Grijze vossen zijn de enige hondachtigen die in bomen kunnen klimmen.

## Soorten
- Urocyon cinereoargenteus (Grijze vos), die voorkomt in Noord- en Midden-Amerika
- Urocyon littoralis (Eilandvos), een endemische soort die alleen op de Kanaaleilanden van Californië voorkomt.